# Memòries d'Idhun
Memòries d'Idhun és una trilogia de llibres de fantasia i aventura escrita per Laura Gallego García. L'original en castellà ha estat traduït al català, l'anglès i l'alemany, entre altres llengües. El 2008 ja s'havien venut uns 350.000 exemplars a la península Ibèrica. Andrés Carrión ha fet una adaptació al manga de la trilogia.
La història tracta d'una sèrie d'esdeveniments fantàstics que afecta dos mons: la Terra i Idhun, al voltant de tres adolescents anomenats Jack, Victoria i Kirtash. En aquest últim món viuen sis races (els sang-calents) en relativa harmonia: humans, celestes, feèrics, varu, gegants i yan. Existeixen també espècies semidivines: unicorns, dracs i sheks (serps alades). Els sheks van ser exiliats i gairebé extints pels dracs temps enrere però un dia un mag, Ashran el Nigromant, va utilitzar la seva màgia combinada amb la dels déus per portar-los de nou a Idhun i exterminar tots els dracs i unicorns per a poder implantar el seu domini.
Hi ha una complexa trama darrere de la sèrie. Per començar tot gira a voltant d'una batalla de déus, els sis déus dels sang-calenta contra el Setè dels sang-freda. Els sis déus van crear Idhun i per a ells els seus habitants no són més que peces per moure en una gran batalla. Els dracs comanden els sang-calenta i els sheks als sang-freda. Mentrestant els unicorns es dediquen a repartir màgia per tot Idhun amb la seva banya. Els sis van organitzar un pla perquè sobrevisqués un drac i un unicorn a la matança d'Ashran i poguessin derrotar-lo. Llavors el Setè va introduir en batalla Kirtash perquè trobés l'unicorn i el drac i els eliminés per aconseguir el control d'Idhun.
Alguns crítics francesos el compararen amb Eragon per la manca d'originalitat i per la joventut de l'autora, però L'Express qualificà el primer com a « captivant pels seus personatgesi el ritme ben dosificat d'escenes d'acció i màgia».

## Els llibres

### I: La Resistència(2004)
El primer llibre, Memòries d'Idhun I: La Resistència, explica com Jack, després de quedar orfe, s'uneix als seus salvadors de la Resistència, a la qual pertanyen la jove Victòria, el mag Shail i el príncep Alsan de Vanissar (també Cavaller de Nurgon) Alsan. Aquest últim instrueix a Jack en l'art de la lluita amb espases. La missió de la Resistència és, com els revelen més tard Shail i Alsan, trobar a Lunnaris, l'últim unicorn, i a Yandrak, l'últim drac, darrera esperança de salvació del món d'Idhun, del qual tots dos procedeixen. Més tard descobriran que les ànimes de l'unicorn i el drac resideixen dins d'en Jack i la Victòria.
Hi ha una profecia que explica com només un unicorn i un drac salvaran a Idhun i derrotaran a El Setè déu. Per això és tan important dur a Yandrak i Lunnaris a Idhun, ja que la resta dels de la seva raça va ser exterminat anys enrere per Ashran el Nigromant. Hi ha una segona profecia, mantinguda en secret per molts en ser considerada obra d'El Setè déu. En aquesta s'inclou un shek, criatura del Setè amb la qual aquest espera poder influenciar en el resultat de la profecia. Els tres junts formen la Tríada que dona nom al segon llibre de la trilogia.
El tercer en la profecia no és altre que Kirtash, assassí de refugiats idhunitas a la Terra. Kirtash (o Christian, com es fa dir mentre roman entre humans) és el fill d'Ashran, i també posseeix dues ànimes, una humana i una shek. Igual que Jack, Kirtash sent alguna cosa per Victoria, encara que al principi siguin enemics.
Jack se sent confús sobre els seus sentiments per Victoria. Al principi s'allunya d'ella, encara que més tard s'adona que està enamorat de la jove. No obstant això creu haver-la perdut a mans de Kirtash, de qui Victòria sembla estar enamorada. Més tard Victòria es sincera amb Jack explicant-li que encara sent alguna cosa pel shek, però tampoc ell li és indiferent. Aquesta situació provocarà intensos sentiments de gelosia en el temperamental Jack, i la inseguretat el farà dubtar de l'amor de Victòria per ell cada moment. A més, com a drac, Jack sent un odi irracional per tots els shek, al que ells corresponen de la mateixa manera. Quan Kirtash traeix als seus per unir-se a l'unicorn, Jack es veu obligat a signar una treva, si bé no tolera el shek més que per consideració a Victòria.

### II: Tríada(2005)
Un altre succés que inquieta Jack és la seva incapacitat de transformar-se en drac, mentre que tant Victòria com Kirtash poden adoptar la seva veritable forma. Això el porta a emprendre un viatge, juntament amb Victoria, a la terra dels dracs, a la recerca de respostes sobre el seu poder. Aconsegueix el seu objectiu i coneix a la jove Kimara, a qui Victòria lliura la màgia i que decideix unir-se a la Resistència.
Durant el temps que van estar separats, Kirtash ha estat enfortint la seva ànima shek per impedir que la seva part humana, avivada per la companyia de Victòria, ofegui la freda ànima shek, incompatible amb els sentiments. Quan es retroba amb Jack, qui per fi ha adoptat la seva forma de drac, no aconsegueixen contenir el seu odi ni per la presència de Victòria, i tots dos s'enreden en una baralla a mort. Jack surt derrotat i cau per un profund avenc. Victòria nota que el seu vincle amb Jack es trenca, com si hagués deixat d'existir, i ho creu mort.
En realitat el drac ha estat transportat al món d'Umadhún, on habita la raça shek. La seva salvació és obra de Sheziss, mare del que va ser Kirtash abans que Zeshak lliurés el seu fill a Ashran el Nigromant perquè creés un híbrid humà-shek. Sheziss odia a tots dos per aquesta raó, i vol valer-se de Jack per aconseguir la seva venjança. Manté captiu i ocult a Jack fins que aquest aprèn a no deixar-se dominar pel seu odi, el qual, li explica, és resultat dels desitjos dels seus respectius déus creadors que les seves criatures lluitin entre si. Quan Jack aconsegueix controlar-se, repetint que en realitat no té raons per voler matar sheks, Sheziss el deixa marxar, i així Jack torna a Idhún just a temps d'impedir que Victòria mati a Kirtash per venjar la seva mort.
De nou els tres junts es dirigeixen a la fortalesa d'Ashran per fer complir la profecia i derrotar-ho. El Nigromant aconsegueix capturar a Jack i Christian, obligant a Victòria a elegir un dels dos. Incapaç de fer-ho, s'ofereix a si mateixa, i Ashran li arrabassa la seva banya d'unicorn.
En l'últim llibre de la sèrie, Memòries d'Idhún III: Panteó, Victoria jeu malferida després de la pèrdua de la seva banya, i Jack i Kirtash cuiden d'ella. L'unicorn sobreviu, i la banya de Victoria comença a créixer de nou. Aquesta situació torna a posar en perill a la noia, i Christian és la porta a la Terra per protegir-la.
Mentre Jack roman en Idhún investigant uns estranys fenòmens naturals, que no són altres que els déus d'Idhún, que han decidit personificar per acabar amb el Setè en persona. El problema és que al contrari que el Setè, que després de la desaparició d'Ashran ha trobat un nou recipient en la maga feérica Gerde, la resta de déus s'han presentat en la seva forma original, com violentes formes d'energia que amenacen de destruir Idhún sense adonar-se'n.
Així mateix Jack acudeix a la crida de Shail, que ha aconseguit trobar al príncep Alsan, desaparegut després de creure a Jack mort. Alsan, que posseït per la seva naturalesa animal va matar el seu germà, es nega a tornar al seu regne. Oportunament apareix Gaedalu, qui li lliura a Alsan un objecte realitzat amb una misteriosa pedra negra que té la capacitat de mantenir sota control la seva part animal, i així el príncep accepta tornar amb la Resistència. No obstant això la pedra sembla tenir sobre ell més efectes, convertint-lo en una persona completament intransigent fins al punt d'arribar a dubtar de la lleialtat de Victòria per l'amor que aquesta li professa a Kirtash. Alsan, que va ser el mestre de Jack i un gran amic per a ell, té una forta influència sobre el drac, i aconsegueix que la seva gelosia s'avivin un cop més.
Victòria descobreix que està embarassada, encara que desconeix qui és el pare del seu fill, ja que ha tingut relacions tant amb Jack com amb Christian. Aquells entre la Resistencia que odien Christian aconsegueixen incapacitar l'ànima shek de Kirtash usant la mateixa pedra que porta Alsan, i que va constituir la presó de El Setè. Victòria escapa amb ell per buscar un mitjà de salvar-li la vida, mentre que Jack li dona l'esquena sentint que la noia ha elegit el shek per sobre seu. Finalment Victòria aconsegueix alliberar Christian del material que ho està matant.

### III: Panteó(2006)
Després de la Batalla d'Awa, els sheks que van sobreviure han fugit a les muntanyes. L'Ashran el Nigromant ha mort i la Torre de Drackwen ha quedat en runes. A Torre de Kazlunn, l'últim unicorn agonitza. Després que la seva banya fos extirpada, la Victoria és al llindar de la mort. Es recupera i se'n va a la Terra amb en Kirtash per protegir-se de tots els perills. En Jack es queda a Idhun per investigar una sèrie de successos: una sèrie de misteriosos terratrèmols han obligat els gegants a exiliar-se; un tornado devasta la regió de Celèstia; una onada gegant s'estrella contra les costes del regne de Nanetten. No tarden a adonar-se que els déus han arribat a Idhun, i estan arrasant-ho tot al seu pas. La seva missió és buscar el Setè, l'essència del qual fugí del cos de l'Ashran i ara s'allotja al de la Gerde.
Mentrestant, Gerde intenta crear un món paral·lel a Idhun en el que puguin viure els sheks. En Kirtash està col·laborant amb ella, el que fa que molts dubtin de la seva lleialtat. A més, l'Alsan és rescatat del seu exili autoimposat i, després d'aliar-se amb la Gaedalu o la Mare Venerable de l'Església de les Tres Llunes, intenta recuperar el tron de Vanissar. El problema és que per controlar la seva part bestial utilitza un regal de la Gaedalu, un anell amb una estranya pedra que fa que el seu temperament sigui cada cop més intransigent i irascible...(2006)